# 湖東厚生病院
秋田県厚生農業協同組合連合会 湖東厚生病院（ことうこうせいびょういん）は、秋田県南秋田郡八郎潟町川崎にある秋田県厚生農業協同組合連合会（JA秋田厚生連）が設置する病院である。

## 概要
二次利用圏は秋田周辺に所属するが、実際のおもな医療圏は立地条件から、八郎潟の東にある湖東地域（南秋田郡八郎潟町・五城目町・井川町）と大潟村、および山本郡三種町の一部、潟上市の北東部（旧飯田川町周辺）などである。
2010年には前身の湖東総合病院の深刻な医師不足で救急告示病院の指定を解除されると同時に老朽化した施設の改修が問題となって、2012年に秋田県の支援を受けて病院を再建することが県議会で公表された。
施設については湖東総合病院に隣接した場所に新築し、医師の確保については秋田大学医学部附属病院や秋田組合総合病院（現・秋田厚生医療センター）が協力・支援することで、2014年5月から湖東厚生病院に改称して診療を再開している。旧病院跡地の一部は2015年8月に秋田県道15号秋田八郎潟線の線形改良として転用されている。

## 沿革
- 1933年（昭和8年）
  - 1月16日 - 有限会社五城目医療購買利用組合が発足。
  - 6月26日 - 南秋田郡五城目町上町241の近藤泰助の家屋の無償提供により有限責任五城目医療購買利用組合として開設。
- 1937年（昭和12年）
  - 1月 - 名称を湖東病院とする。
  - 5月 - 湖東部医療販売購買利用組合連合会に改組する。
- 1940年（昭和15年）8月 - 火災で全焼する。
- 1941年（昭和16年）6月 - 再建して開院する。
- 1942年（昭和17年）11月 - 湖東部医療販売購買利用組合連合会を秋田県信用販売購買利用組合に統合する。
- 1943年（昭和18年） - 管理を秋田県農業会に移管する。
- 1948年（昭和23年）8月15日 - 秋田県厚生農業協同組合連合会に移管し、この日を開設日[1]とする。
- 1960年（昭和35年）9月 - 八郎潟診療所を開設し、1964年2月には分院に昇格する。
- 1968年（昭和43年）7月 - 分院を統合して八郎潟町川崎字貝保37に新築移転する。
- 1974年（昭和49年）11月 - 病院名を湖東総合病院に改称する。
- 2010年（平成22年）3月31日 - 救急告示病院の指定を解除[2]。
- 2014年（平成26年）
  - 4月 - 八郎潟町川崎字貝保98-1（現在地）に新築移転する。
  - 5月 - 病院名を湖東厚生病院として診療開始。

## 医療機関の指定等
- 保険医療機関
- 労災指定医療機関
- 臨床研修指定病院
- 指定自立支援医療機関（育成・更生医療）
- 指定自立支援医療機関（精神通院医療）
- 身体障害者福祉法指定医の配置されている医療機関
- 生活保護法指定医療機関
- 結核指定医療機関
- 指定養育医療機関
- 在宅療養支援病院
- 原子爆弾被害者一般疾病医療取扱医療機関

## 認定専門医人数
専門医の人数はあきた医療情報ネットワークが公開している数値による。
- 公益社団法人 日本整形外科学会 整形外科専門医 2人
- 公益社団法人 日本眼科学会 眼科専門医 1人
- 一般社団法人 日本リウマチ学会 リウマチ専門医 1人
- 一般社団法人 日本内科学会 総合内科専門医 1人
- 公益社団法人 日本リハビリテーション医学会 リハビリテーション科専門医 1人

## 病院内施設
- 売店（ローソン 湖東厚生病院）：夜間は閉店[6]
- あきた湖東農業協同組合（JAあきた湖東）五城目支所湖東厚生病院出張所（店舗外ATM）

## 交通アクセス
鉄道
- JR 八郎潟駅下車、徒歩20分
- JR 八郎潟駅下車、路線バス9分。

バス 湖東厚生病院バス停
- 井川町町内巡回バス「さくら号」「ゆうゆう号」
- 南秋地域広域マイタウンバス

車
- 秋田自動車道 五城目八郎潟ICから秋田県道15号秋田八郎潟線 五城目町方面900 m。

駐車場（無料）
- 一般：88台